# Rachiplusia nuana
Rachiplusia nuana är en fjärilsart som beskrevs av Embrik Strand 1917. Rachiplusia nuana ingår i släktet Rachiplusia och familjen nattflyn. Inga underarter finns listade.